# 自治系统 (数学)
在数学中，一个动力系统被称为自治（驻定）的，当且仅当这个系统由一组常微分方程组成，并且这些方程的表达式与动力系统的自变量无关。
在有关物理的动力系统中，自变量通常是时间。这时自治系统通常表示其中的物理规律不随时间变化的系统，也就是说空间中每一点的性质在过去、现在和将来都是一样的。
自治系统是动力系统中很重要的一个组成部分。理论上说，所有的动力系统都可以转化为自治系统。

## 定义
形式上来说，一个自治系统是一个常微分方程：
{\displaystyle {\frac {d}{dt}}x(t)=f(x(t))}
其中 x 在n-维欧几里得空间中取值，而 t 是自变量，一般表示时间。  
注意到自治系统是一般的常微分方程组中的一个特例。常微分方程的一般形式为：
{\displaystyle {\frac {d}{dt}}x(t)=g(x(t),t)}
物理上来说，这表示空间中一点的性质不仅取决于它的位置，还取决于时间：在不同的时间，经过此一点的质点或粒子会受到不同的影响。

## 性质
对于一个自治系统，任意初值问题： 
{\displaystyle {\frac {d}{dt}}x(t)=f(x(t))\,\mathrm {,} \quad x(t_{0})=y_{0}}
都等价于
{\displaystyle {\frac {d}{dt}}x(t)=f(x(t))\,\mathrm {,} \quad x(0)=y_{1}}
其中的 y1 是一个可以由 y0 确定的值。